# Валь-д'Арк
Валь-д'Арк (фр. Val-d'Arc) — муніципалітет у Франції, у регіоні Овернь-Рона-Альпи, департамент Савоя. Валь-д'Арк утворено 1 січня 2019 року шляхом злиття муніципалітетів Егбель i Рандан. Адміністративним центром муніципалітету є Рандан. Населення — 2012 осіб (01.01.2021).